# Dona de Huldremose
La dona d'Huldremose és el cadàver momificat d'una dona del segle i aC, i es creu que pertanyia a algun dels pobles escandinaus de l'edat del ferro.
Va ser descobert accidentalment el 1879 al pantà danès d'Huldremose per un treballador que el va trobar quan en volia extreure carbó d'una torbera. El pantà es troba entre les poblacions de Ramten i Stenvad, a la península de Djursland, que avui dia pertanyen al municipi de Norddjurs, a l'est de la península de Jutlàndia. Es va trobar en bon estat de conservació, per la protecció natural que li oferia el fet d'haver quedat enterrada dins d'una torbera. El cos es troba al Museu Nacional de Dinamarca (Nationalmuseet) a Copenhaguen.

## Característiques
- Momificació natural.
- Causa de la mort: dessagnada per l'amputació del braç dret i talls a la resta del cos. Es podria considerar part d'un ritual d'ofrena a alguna divinitat dels pantans.
- La dona tenia aproximadament 40 anys.
- Mesurava 1,60 metres d'alçada.
- Tenia el cos cobert per una capa doble de pell de xai i una faldilla de llana de quadres.
- Es van trobar grans i restes de carn d'animals a l'interior de l'estómac de l'última ingesta que va fer abans de morir.